# Бенгалик
Бенга́лик (Amandava) — рід горобцеподібних птахів родини астрильдових (Estrildidae). Представники цього роду мешкають в Африці і Азії.

## Види
Виділяють три види:
- Бенгалик оливковий (Amandava formosa)
- Бенгалик золотогрудий (Amandava subflava)
- Бенгалик червоний (Amandava amandava)

## Етимологія
Наукова назва роду Amandava походить від назви міста Ахмадабад в індійському штаті Гуджарат, звідки до Європи були вперше привезені червоні бенгалики.